# Osteopatologia
Osteopatologia – dział patologii zajmujący się zmianami chorobowymi układu kostnego i kości.